# Kaukaski Okręg Wojskowy
Kaukaski Okręg Wojskowy (ros. Кавказский военный округ) – sformowany w sierpniu 1865, od 1881 razem z obwodem zakaspijskim - jeden z okręgów wojskowych Imperium Rosyjskiego, istniejący do 1890 .